# 等离子体扬声器

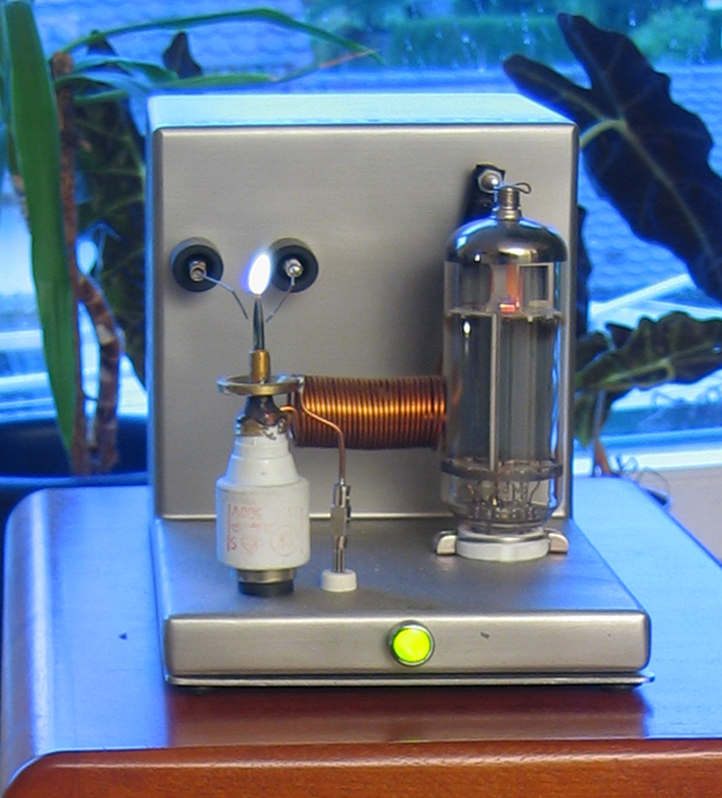
等离子体扬声器

等离子体扬声器（英文：Plasma speakers、ionophones）是一种利用等离子体加热周围空气从而发出声音的扬声器。通过改变驱动等离子体并连接到音频放大器输出的电信号，等离子体的尺寸会发生变化，从而改变周围空气的膨胀，从而发出声音。

## 与传统扬声器比较

### 优点
- 直接发声：通过高压放电将空气电离，形成等离子体，利用音频信号调制等离子体的体积或温度变化，直接通过空气振动发声。

- 无物理振膜：依赖电离气体振动产生声波。

- 高频响应极佳：无振膜惯性限制，能够精准还原高频细节（大约可达100kHz以上）。

- 低失真：无机械振动部件的非线性失真。

### 缺点
- 低频不足：等离子体难以推动大量空气，低频表现较弱。

- 低效率：电离空气需要高电压（约数千伏），能耗高，且能量转换效率较低。

- 发热与气体问题：高压放电大概率会产生臭氧和热量。

- 高压隐患：高压电可能有潜在的触电风险。

## 实际应用场景
- 特殊高频需求：实验室、超高频声学测试、高保真高频增强。

- 科技展示：利用放电视觉效果作为艺术装置。

- 个人手工制作：追求极致高频细节。